# Яременко Василь Сергійович

Надгробок Василя Яременка на Личаківському цвинтарі у Львові

Васи́ль Сергі́йович Яре́менко  (* 20 жовтня, за новим стилем — 1 листопада 1895, Рогинці, Сумська область — † 6 березня 1976) — український актор героїчно-характерного плану. Народний артист СРСР (1954). Народний артист Української РСР (1947). З 1918 на сцені українського театру в Ромні, 1922–1976 у Театрі ім. М. Заньковецької в Києві, Запоріжжі, а з 1944 у Львові. Лауреат Сталінської премії 1950 року за виставу «На велику землю».

## Ролі
Серед численних ролей Назар, Гнат («Назар Стодоля» Т. Шевченка), Ґонта («Гайдамаки» за Т. Шевченком), Тарас («Тарас Бульба» за М. Гоголем), Гнат Голий, Опанас («Сава Чалий», «Бурлака» І. Карпенка-Карого), Овлур («Сон князя Святослава» І. Франка), Годвінсон («У пущі» Лесі Українки), Яґо («Отелло» В. Шекспіра), Богдан («Богдан Хмельницький» О. Корнійчука), Городничий («Ревізор» М. Гоголя), Шельменко («Шельменко-денщик» Г. Квітки-Основ'яненка).
Автор споминів про Г.Затиркевич-Карпінську.
Знявся у фільмах:
- «Назар Стодоля» (1954, кобзар),
- «Кривавий світанок» (1956, староста)